# Neohel·lenisme

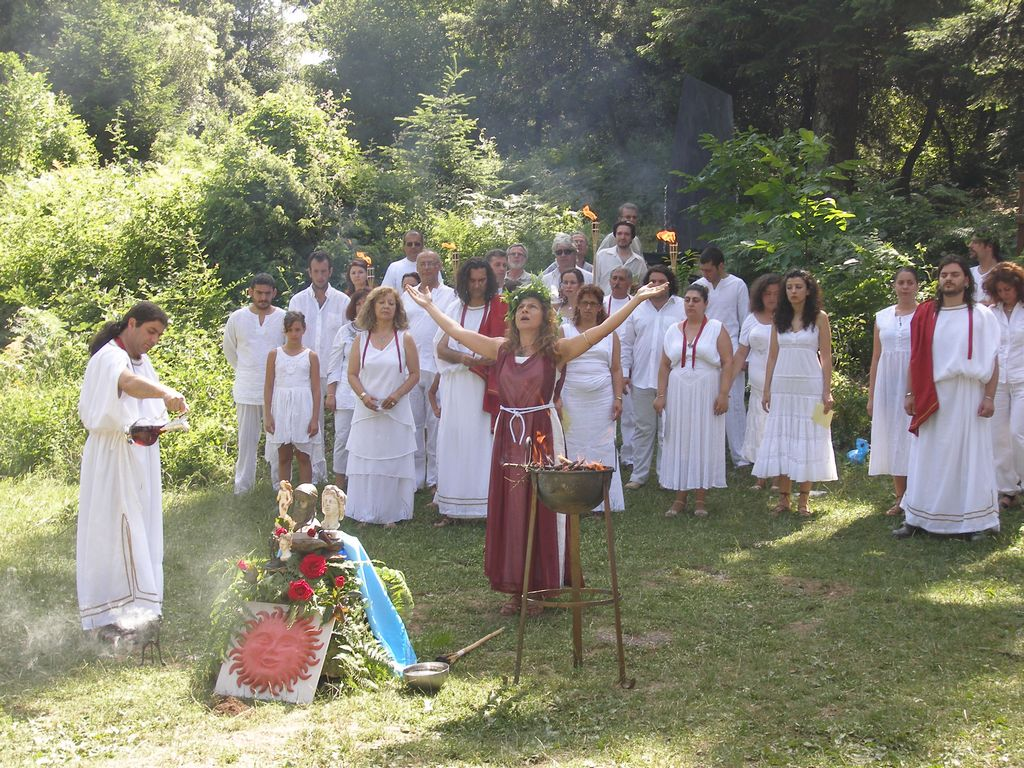
Cerimònia de culte hel·lènic el 2010.

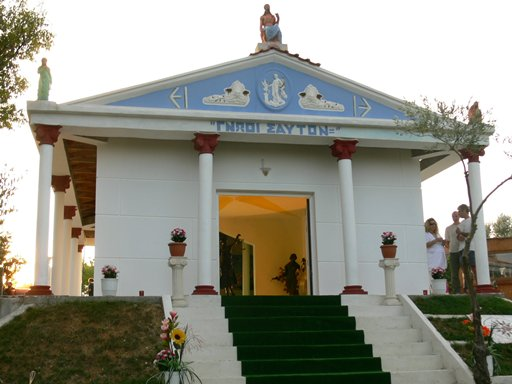
Temple hel·lènic modern a Tessalònica.

El neohel·lenisme, també simplement hel·lenisme, reconstruccionisme hel·lènic, neopaganisme hel·lènic o dodecateisme és una modalitat de neopaganisme centrada en les divinitats, creences i pràctiques de la religió de l'antiga Grècia, així com en la recuperació de les antigues tradicions i filosofia precristianes.

## Religió hel·lènica antiga
La religió a l'antiga Grècia era una pràctica politeista que es desenvolupà al voltant de la mar Egea, a partir del període micènic el 1200 aC i que continuà fins al període hel·lènic entre els segles II i IV aC i durant els primers segles de la dominació de l'Imperi Romà. Aquesta àmplia pràctica del politeisme hel·lènic acabà amb la política establerta per l'emperador romà Teodosi al final del segle iv.

## Politeisme hel·lènic
La religió de la Grècia clàssica era politeista, havent estat practicada a l'àrea del mar Egeu. És la continuació de les tradicions de l'edat del bronze final, període micènic i, des del segle IV aC, evolucionà com una religió hel·lènica dominada per la religió de misteris i durant el període romà per l'emergent monoteisme del neoplatonisme. L'expansió de la pràctica religiosa hel·lènica fou gradualment cristianitzada seguint els edictes de l'emperador Teodosi a finals del segle iv.
El culte dels antics hel·lens s'estengué per la península grega, és a dir, per les illes i costes de Jònia a l'Àsia Menor, la Magna Grècia i les disperses colònies a la Mediterrània Oriental. L'antic concepte grec de divinitat era politeista. Les pràctiques religioses variaven d'un lloc a un altre, però tots els pobles grecs reconeixien els déus olímpics.
En aquesta religió s'honren a diversos déus.

### Els déus olímpics
- Zeus, déu del cel, les tempestes, els llamps, el destí i la justícia.
- Posidó, déu del mar, els huracans, terretrèmols i dels cavalls.
- Hades, déu de l'inframón, les riqueses i dels difunts.
- Hera, deessa del matrimoni, les dones i els infants.
- Demèter, deessa de l'agricultura i la fam.
- Hèstia, deessa de la llar i de l'harmonia.
- Apol·lo, déu de la llum, la curació, el tir amb arc, l'art, la cultura, la poesia, la bellesa masculina, la perfecció i la raó.
- Artemisa, deessa de la caça, els boscos, els animals, les donzelles i els parts.
- Atena, deessa de la saviesa, la guerra estratègica i la manufactura.
- Afrodita, deessa de l'amor, la bellesa i la sensualitat.
- Ares, déu de la guerra, la violència i la brutalitat.
- Hermes, déu dels missatgers, les carreteres, els lladres, el comerç, les mentides i els enganys.
- Hefest, déu de la força i el foc.
- Dionís, déu del vi, l'èxtasi, la bogeria i el transgènere.

### Altres déus menors
- Tique, deessa de la sort.
- Nèmesi, deessa de la venjança.
- Eros, déu del desig i l'amor.
- Hebe, deessa de la joventut
- Helios, déu del sol.
- Sèlene, deessa de la lluna.
- Eos, deessa de l'aurora.
- Èol, déu dels vents.
- Notus, déu del vent del sud.
- Zèfir, déu del vent de l'oest.
- Bòreas, déu del vent del nord.
- Euros, déu del vent de l'est.
- Geras, déu de la vellesa.
- Hècate, deessa de la màgia.
- Hipnos, déu del son.
- Morfeu, déu dels somnis.
- Eris, deessa de la discòrdia.
- Persèfone, deessa dels inferns i de la primavera.
- Asclepi, déu de la medicina.
- Tànatos, déu de la mort.
- Moires, deesses del destí.
- Aclis, deessa de la desgràcia.
- Pan, déu del món feréstec.
- Il·lítita, deessa dels parts.
- Enió, deessa dels encarnaatges.
- Fobos, déu de la por.
- Deimos, déu del terror.
- Etc...

### Adoració

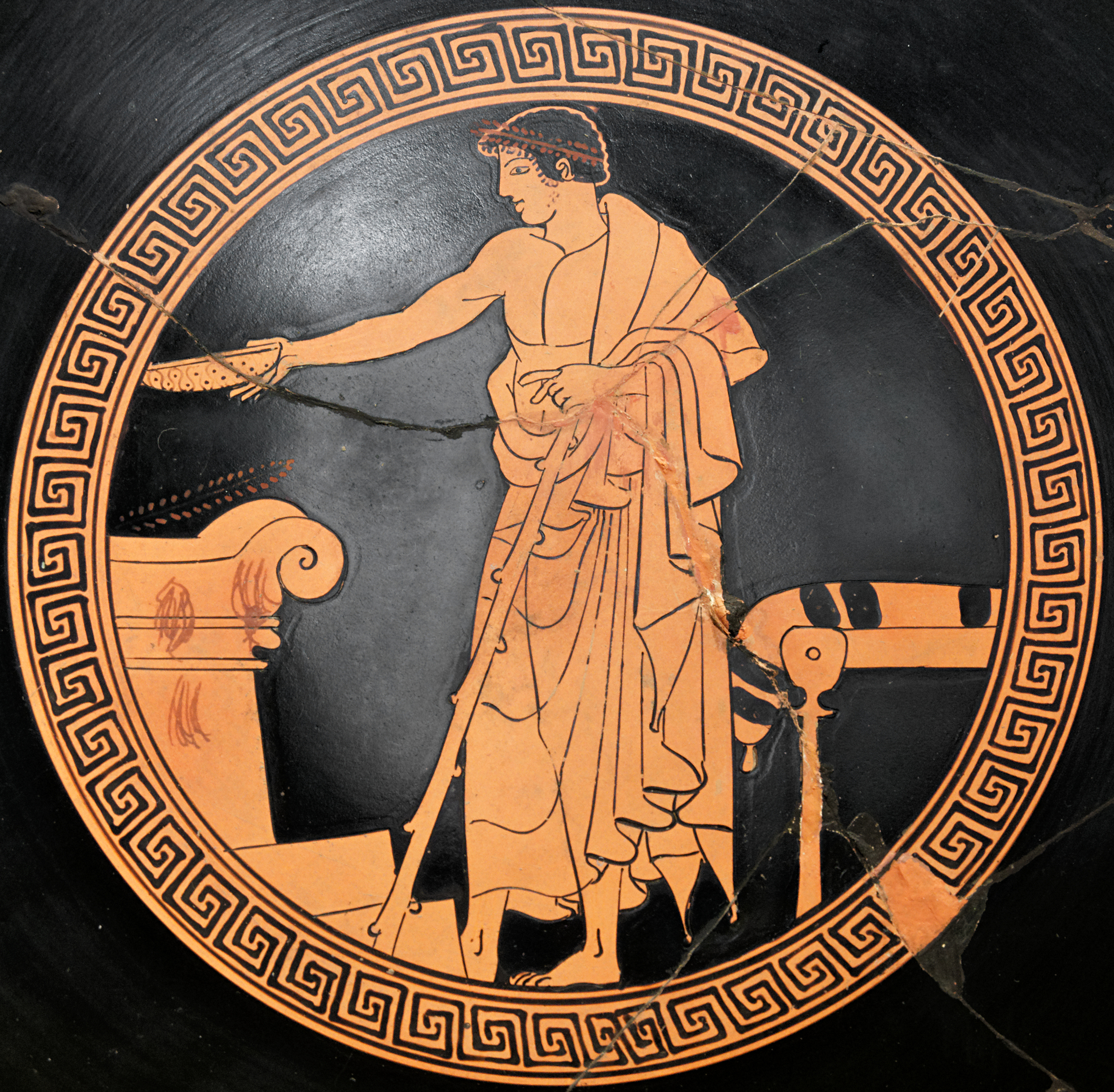
Escena de libació, copa de figures vermelles (480 aC), Museu del Louvre.

L'acte públic d'adoració més estès a l'Antiga Grècia era el sacrifici, tant de llavors com de sang d'animals sacrificats. Els seguidors de diversos déus sacrificaven animals específics per al déu o deessa que estava essent adorat. Els sacrificis tenien múltiples funcions: efectuar un sacrifici com a punt culminant d'un festival religiós i públic que era realitzat abans d'una tasca important per aconseguir l'atenció dels déus o com a part d'un ritus de pas. Els temples de la religió grega generalment no eren locals d'assemblea pública on el poble es trobava socialment per resar col·lectivament en un espai tancat. La majoria dels temples tenien únicament una imatge de culte i un magatzem d'ofrenes votives que podia arribar a significar un tresor.
Les ofrenes votives eren ofertes als déus pels seus adoradors. En la majoria dels casos es donaven en agraïment pels beneficis concebuts pels déus, en anticipació dels favors divins futurs o per rebre consells dels oracles del déu o deessa. També es feien ofrenes per demanar perdó als déus pels crims de sang, impietat o violació dels costums religiosos. Les ofrenes es mantenien durant un temps al santuari i després se'n retiraven ritualment.

### Teologia
Als temps moderns, els antics grecs no tenien res que es pogués anomenar teologia sistematitzada. L'art, la literatura i fins i tot l'arquitectura de l'època tenien imatges i descripcions de déus i herois grecs. La Teogonia d'Hesíode ofereix el mite de la creació i una àmplia genealogia dels déus grecs.
En la història més tardana de la religió clàssica, els neoplatonistes com Julià l'Apòstata intentaren organitzar les religions clàssiques en un sistema uniforme al qual donaren el nom d'Hel·lenisme. Julià també intentà organitzar els cultes hel·lenistes i grecs en una jerarquia que s'assemblés a la del cristianisme. Aquests esforços no van tenir, però, gaires resultats. Finalment, el culte públic de la religió grega fou considerat il·legal per l'emperador Teodosi, essent reforçat pels seus successors. La religió grega, estigmatitzada com a paganisme, la religió del poble rural, sobrevisqué únicament a les zones rurals i fou absorbida en ritus i rituals cristianitzats mentre Europa entrava en plena edat mitjana.

### Creences, pràctiques i festivitats
Els politeistes hel·lènics adoren els antics déus, els Olímpics, divinitats de la natura, déus dels inferns i herois. Tant avantpassats físics com espirituals són adorats. És una religió votiva o devocional basada en el canvi d'ofrenes amb la fi d'obtenir la benedicció dels déus. Les conviccions ètiques del politeisme hel·lènic modern són sovint inspirades en les virtuts de l'antic grec, tals com la reciprocitat, l'hospitalitat i la moderació.
No hi ha cap institució religiosa o "església" central organitzada, tot i que alguns comencen a oferir entrenament en aquest àmbit. Els que practiquen la religió en solitari solen aprendre sobre la religió i els déus mitjançant fonts primàries o secundàries sobre l'antiga religió grega i de l'experiència personal amb els déus. El principal valor de l'hel·lenisme és la "eusebeia" o pietat, que implica un compromís amb relació a l'adoració dels déus hel·lènics i pràctica de les creences religioses. D'altres valors nuclears són l'hospitalitat l'autocontrol i la moderació.

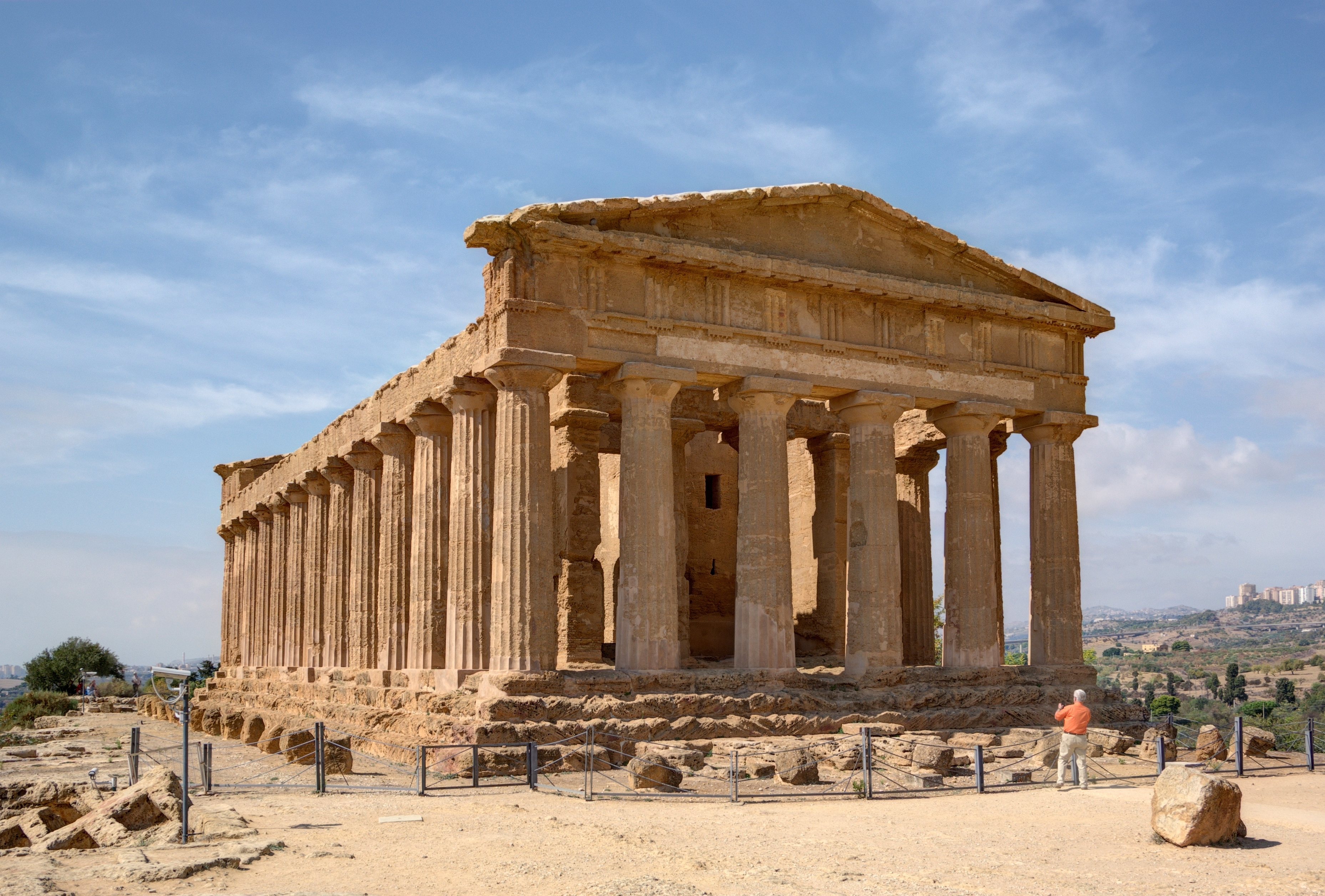
Agrigent: Temple de la Concòrdia, Sicília

El sacrifici religiós pot no ser més que un component d'una cerimònia més llarga. Les cerimònies són les garants de la cohesió social, bo i permetent apropar els grups d'una mateixa comunitat, a diverses escales (família, fratria, tribu, demos, polis).
La festa és sempre precedida per una processó, que sembla un costum grec, a més caricaturitzat per Aristòfanes. El fris del Partenó, descrivint la gran Panatenea, posa en escena tres-cents vint-i-quatre personatges, mostrant de manera metafòrica la importància de les processons. A més del seu paper religiós, les processons tenien una funció social de representació. Durant algunes processons es passejava l'estàtua d'una divinitat, com la d'Atena durant la Panatenea.
Cal no oblidar, a més a més, que el teatre grec era sobretot una cerimònia religiosa en honor de Dionís. Els jocs esportius eren també part de les cerimònies: tenien lloc, a més, en el marc religiós, i no era gens estrany que fossin declarades treves en cas de conflicte bèl·lic.
De les cerimònies més importants dels grecs estaven els misteris d'Eleusis. Dos cops l'any, amb ocasió dels petits misteris i dels grans misteris, es retia culte a Demèter, deessa de l'agricultura i del bestiar. Les processons i el sacrifici de porcs precedien els rituals rigorosament secrets en el telestèrion, on els iniciats adquirien el coneixement de les revelacions i obtenien la garantia d'una vida després de la mort. Segons la tradició, els sacerdots Celeu i Triptòlem haurien implantat aquest culte per demanda de la deessa. La font més documentada sobre aquestes celebracions es troba a l'himne homèric a Demèter.